# 梅辛根
梅辛根是德国下萨克森州的一个市镇。总面积25.42平方公里，总人口1085人，其中男性556人，女性529人（2011年12月31日），人口密度43人/平方公里。